# Доротея фон Золм-Лих
Доротея фон Золм-Лих (на немски: Dorothea von Solms-Lich; * 25 януари 1493; † 8 юни 1578, Мансфелд) е графиня от Золм-Лих и чрез женитба графиня на Мансфелд-Фордерорт.

## Биография
Тя е втората дъщеря на граф Филип фон Золмс-Лих (1468 – 1544) и първата му съпруга графиня Адриана фон Ханау-Мюнценберг (1470 – 1524), дъщеря на граф Филип фон Золмс-Лих (1468 – 1544) и графиня Адриана фон Ханау (1470 – 1524).
От младини Доротея се интересува от медицина. На 14 юни 1512 г. тя се омъжва за граф Ернст II фон Мансфелд-Фордерорт (* 1479; † 9 май 1531), син на граф Албрехт III фон Мансфелд-Фордерорт († 1484) и Сузана фон Бикенбах († 1530). Тя е втората му съпруга. На 38-годишна възраст остава вдовица.
Доротея построява пред двореца в Мансфелд една аптека, в която раздава на бедните безплатно медикаменти. Тя си пише с Мартин Лутер, който идва при нея.
Умира на 8 юни 1578 г. в Мансфелд на 85 години и е погребана в „Св. Андреас“.

## Деца
Доротея и Ернст II имат децата:
- Доротея (* 1519; † 23 април 1550), омъжена на 25 декември 1547 г. за фрайхер Георг I фон Шьонбург-Глаухау (1529 – 1585), син на син на фрайхер Ернст II фон Шьонбург-Валденбург (1486 – 1534) и съпругата му бургграфиня Амалия фон Лайзниг (1508 – 1560)
- Йохан Георг I фон Мансфелд-Айзлебен (* 1515; † 14 август 1579), граф на Мансфелд-Айзлебен, женен 1541 г. за Катарина фон Мансфелд-Хинтерорт (* 1520/1521; † 26 май 1582), дъщеря на граф Албрехт VII фон Мансфелд-Хинтерорт (1481 – 1560) и Анна фон Хонщайн-Клетенберг († 1559)
- Анна († 26 юли 1542), омъжена 1529 г. за граф Бертхолд XVI фон Хенеберг-Рьомхилд (1497 – 1549), син на граф Херман VIII фон Хенеберг-Рьомхилд (1470 – 1535)
- Елизабет (* ок. 3 май 1516; † 26 март 1541), омъжена I. на 27 януари 1539 г. в Дрезден за херцог Фридрих Саксонски (1504 – 1539), II. ок. 1540 г. за Кристоф фон Рогендорф (* 1510)
- Петер Ернст I фон Мансфелд-Фридебург (* 12 август 1517; † 23 май 1604), испански фелдмаршал, женен I. за Маргарета фон Бредероде († 1554), II. 27 януари 1539 г. за Мари дьо Монморанси († 1570), III. за Анна фон Бенцерат
- Йохан Албрехт VI фон Мансфелд-Арнщайн (* 5 февруари 1522; † 8 юли 1586), женен на 29 май 1552 г. в Арнщат за Магдалена фон Шварцбург-Бланкенбург (1530 – 1565), II. на 30 януари 1570 г. Катарина фон Глайхен-Бланкенхайн (1548 – 1601)
- Йохан Хойер II фон Мансфелд-Фордерорт-Артерн (* 1525; † 26 март 1585), женен на 16 февруари 1556 г. в замък Мансфелд за Марта фон Мансфелд (* ок. 1536), дъщеря на граф Албрехт VII фон Мансфелд-Хинтерорт (1481 – 1560) и Анна фон Хонщайн-Клетенберг († 1559)
- Йохан Ернст I фон Мансфелд-Фордерорт-Хелдрунген (* 1527; † 25 септември 1575), женен за Сара фон Мансфелд-Хинтерорт (1537 – 1565), дъщеря на граф Албрехт VII фон Мансфелд-Хинтерорт (1481 – 1560) и Анна фон Хонщайн-Клетенберг († 1559)
- Йохан Гебхард I (* ок. 1524; † 2 ноември 1562), архиепископ на Кьолн (1558 – 1562)
- 3 деца